# Ola Gäverth
Lars Ola Gäverth, född 30 oktober 1968 i Sundborns församling i Dalarna, är en svensk radiojournalist.

## Biografi
Ola Gäverth gick teaterlinjen på Södra Latins gymnasium 1986–1988 och utbildade sig till radiojournalist 1994–1996 på Kaggeholms folkhögskola. Han började på P4 Radio Stockholm hösten 1995 och har arbetat som reporter, nyhetsuppläsare och programledare. Under 2011 och 2012 var han programledare för Sveriges Radios nattprogram i P3 och P4, Vaken med P3 och P4. Sedan 2014 är han sociala medier/webbredaktör på P4 Stockholm.
Åren 2005–2011 var han ordförande för Journalistklubben vid Sveriges Radio och 2011–2014 ledamot av Svenska Journalistförbundets styrelse. 